# Columbia (Maryland)
Columbia ist eine Stadt im Howard County des US-Bundesstaates Maryland, USA. Das U.S. Census Bureau hat bei der Volkszählung 2020 eine Einwohnerzahl von 104.681 ermittelt.
Partnerstädte sind Cergy-Pontoise in Frankreich und Tres Cantos in Spanien. 
Die Unternehmen Micros Systems (Software) und W. R. Grace and Company (Spezialchemie) haben in Columbia ihren Hauptsitz.

## Söhne und Töchter der Stadt
- Jayson Blair, New-York-Times-Reporter
- Michael Chabon (* 1963), Pulitzer-Preis-Sieger, Autor
- Frank Cho (* 1971), Erfinder von Liberty Meadows
- George Colligan (* 1969), in New York lebender Jazz-Pianist
- Cristeta Comerford, White House Executive Chef
- D'Monroe, Schauspieler
- Andrew Gemmell (* 1991), Schwimmer
- Anthony Gregg (* 1986), Pokerspieler
- Stephen Hunter (* 1946), Pulitzer-Preis-Sieger, Filmkritiker und Autor
- Brendan Iribe (* 1979), Unternehmer und Autorennfahrer
- Ian Jones-Quartey, Erfinder des Webcomic RPG World
- JJ Kincaid, New York City Radio
- Laura Lippman (* 1959), Autor
- Aaron McGruder (* 1974), Animator
- Tim Neumark, Klavierspieler
- Edward Norton (* 1969), Schauspieler
- Donovan Pines (* 1998), Fußballspieler
- James W. Rouse, Stadtplaner und Philanthrop. Großvater vom Schauspieler Edward Norton
- James Shipp (* 1980), Jazzmusiker
- Air Commodore Sir Frank Whittle (1907–1996), OM, KBE Erfinder